# زو یانگ دیائو
زو یانگ دیائو (انگلیسی: Zu Yong Diao) یا به ژاپنی سیستم سو یو چو، راهی برای اخذ مالیات از دودمان تانگ چین، ژاپن پیشامدرن، کره و ویتنام بود. در سال هفتم گائوزو (دودمان تانگ) تأسیس شد. زو یانگ دیائو شامل زو Zu (租)، مالیات پرداختی در غلات، یانگ Yong (庸) که به صورت بیگاری پرداخت می‌شد و دیائو Diao (調) که در منسوجات پرداخت می‌شد.

## در ژاپن، سیستم سو یو چو
در سال ۶۴۶، امپراتور کوتوکو فرمان اصلاحات تایکا را صادر کرد. بر اساس فرمان اصلاحی که به زبان چینی کلاسیک نوشته شده است، قطعنامه چهارم بیان می‌کند که روش قدیمی مالیات لغو می‌شود، در حالی که سو 租 (زو)، یو 庸 (یونگ) و چو 調 (دیائو) برقرار می‌شوند.
در سال ۷۵۷، با قانون یورو، امپراتریس کوکن، سیستم سویوچو را رسمیت داد.
اگرچه «سو یو چوی» ژاپنی بر اساس زو یانگ دیائو چین ساخته شده بود، اما از نظر روش‌های خاص برای جمع‌آوری سه نوع مالیات کمی متفاوت است.